# Monsuno
Monsuno ist eine amerikanische Zeichentrickserie, die von den FremantleMedia produziert wird. Die Sendung wird in Deutschland auf Nickelodeon ausgestrahlt.

## Handlung
Die drei Freunde Chase, Bren und Jinja finden die DNA einiger Monster der Vergangenheit, der Monsuns. Mit ihren jeweiligen Monsunen kämpfen sie gegen die STORM-Agentur – Strategic Tactical Operatives für Recovery von Monsuno (Strategische taktische Agenten für die Wiederherstellung der Monsuno), angeführt von dem tückischen und tyrannischen Karl dem Großen von EuroSync GmbH und seinen skrupellosen Schergen, die die Monsunen für ihre eigenen Zwecke einsetzen wollen. Die Protagonisten versuchen Chases Vater, den Schöpfer von Monsuno, zu finden, um die Wahrheit zu verstehen. Darüber hinaus werden dem Trio ein Mönch und Dax hinzugefügt. Die zweite Staffel ist noch in Produktion.

## Produktion und Veröffentlichung
Die Serie wurde zwischen 2012 und 2014 von FremantleMedia, in den Vereinigten Staaten und produziert. Dabei sind 3 Staffeln mit 65 Folgen entstanden. Erstmals wurde die Serie ab dem 23. Februar 2012 auf Nicktoons ausgestrahlt. Die deutsche Erstausstrahlung erfolgte ab dem 2. Juni 2012 auf Nickelodeon.

## Synchronisation
| Rolle      | Originalsprecher        | deutsche Sprecher |
| ---------- | ----------------------- | ----------------- |
| Chase Suno | Cam Clarke              | Ozan Ünal         |
| Bren       | Christopher Corey Smith | Dirk Petrick      |
| Jinja      | Karen Strassman         | Lydia Morgenstern |
| Beyal      | Kirk Thornton           | Jan Makino        |
| Dax        | Keith Silverstein       | Julius Jellinek   |